# Операция „Кобра“
Операция „Кобра“ е кодово наименование на военна операция през Втората световна война, планирана от американския генерал Омар Брадли, за да пробие през географските рамки на област Нормандия след десантите от предишния месец на Ден „Д“. „Кобра“ се превръща в огромен успех, който трансформира интензивната пехотна битка в Нормандия в механизирано освободително движение за цяла Франция. Тя е непосредствен фактор за създаването на Фалезкия чувал и загубата на немските позиции в северозападна Франция.